# Evangelical Synod of North America
De Evangelical Synod of North America (Duits: (Deutsche) Evangelische Synode von Nord-Amerika) was een Amerikaans kerkverband waarin lutheranen en gereformeerden verenigd waren. Tot 1927 heette het German Evangelical Synod of North America.
Dit van origine Duitse kerkverband bouwde voort op de Pruisische staatskerk, de Kirche der Altpreußischen Union, en bestond vanaf het midden van de 19e eeuw. In 1934 ging dit kerkverband op in de Evangelical and Reformed Church, die op haar beurt in 1957 weer opging in de United Church of Christ.
Bekende leden waren de theologen Reinhold Niebuhr en H. Richard Niebuhr.